# 閉グラフ定理
数学の分野における閉グラフ定理（へいグラフていり、英語: closed graph theorem）とは、バナッハ空間の間の連続線形作用素を作用素のグラフに関して特徴付けるような、関数解析学における基本的な結果の一つである。

## 閉グラフ定理
任意の関数 T : X → Y に対し、T のグラフを
{\displaystyle \lbrace (x,y)\in X\times Y\mid Tx=y\rbrace }
によって定義する。もし X が位相空間で Y がハウスドルフ空間であるなら、次を示すことは容易である: もし T が連続であるなら、T のグラフは閉である。
もし X と Y がバナッハ空間で、T が至る所で定義された（すなわち、T の定義域 D(T) が X であるような）線形作用素であるなら、上の記述の逆が成立する。これがすなわち閉グラフ定理である: もし T のグラフが（直積位相を備えた）空間 X × Y において閉であるなら、T は閉作用素と呼ばれ、この設定の下では、T は連続であると結論付けることが出来る。
上のような定義域に関する制限は、閉非有界線形作用素の存在があるために必要となる。{\displaystyle C([0,1])} 上の微分作用素が典型的な反例である。
閉グラフ定理の一般的な証明には開写像定理が用いられる。実際、閉グラフ定理、開写像定理および有界逆写像定理はすべて同値である。この同値性はまた X および Y がバナッハ空間であることの必要性を明示するために役に立つ; 例えば、コンパクト・サポートを持つような連続関数や、あるいは上極限ノルムを備えた有限個の非ゼロな元からなる列を用いることで、有界な逆を持つような線形作用素を構成することが出来る。
閉グラフ定理は次のように書き換えることも出来る。もし T : X → Y がバナッハ空間の間の線形作用素なら、次の二つは同値である:
1. X 内の任意の点列 {xn} に対して、もし {xn} が X においてある元 x に収束するなら、Y 内の点列 {T(xn)} も収束し、その極限は T(x) となる。
2. X 内の任意の点列 {xn} に対して、もし {xn} が X においてある元 x に収束し、{T(xn)} が Y においてある元 y に収束するなら、y = T(x) が成立する。

## 一般化
閉グラフ定理は、次のようにして、より抽象的な位相ベクトル空間へと一般化出来る。
樽型空間 X からフレシェ空間へ Y の線形作用素が連続であるための必要十分条件は、そのグラフが直積位相を備えた空間 X×Y において閉であることである。